# Open All Night (film 1924)
Open All Night è un film muto del 1924 diretto da Paul Bern.

## Trama
Thérèse, sposata al mite e tranquillo Edmond, aspirerebbe a una vita più spericolata. Così, quando l'amica Isabelle la presenta al Petit Mathieu, un famoso ciclista acrobatico del Circo d'Inverno, intreccia con lui una relazione. Edmond, da parte sua, corteggia la bella Lea ma quando si rende conto del pericolo che corre il suo matrimonio a causa del bel ciclista, si risveglia in lui un animo bellicoso che gli permette di riconquistare la moglie.

## Produzione
Il film fu prodotto dalla Paramount Pictures (con il nome Famous Players-Lasky Corporation).  Il direttore di produzione, non accreditato, fu Howard Hawks.

## Distribuzione
Distribuito dalla Paramount Pictures, il film - presentato da Jesse L. Lasky e Adolph Zukor - uscì nelle sale cinematografiche USA il 13 ottobre 1924.